# Actiniopteris dichotoma
Actiniopteris dichotoma là một loài dương xỉ trong họ Pteridaceae. Loài này được Mett. mô tả khoa học đầu tiên.